# Procordulia moroensis
Procordulia moroensis är en trollsländeart som beskrevs av Maurits Anne Lieftinck 1977. Procordulia moroensis ingår i släktet Procordulia och familjen skimmertrollsländor. Inga underarter finns listade i Catalogue of Life.